# Швидке сортування
Швидке сортування (англ. Quick Sort) — алгоритм сортування, розроблений Тоні Гоаром, який не потребує додаткової пам'яті і виконує у середньому {\displaystyle \;O(n\log \;n)} операцій. Однак, у найгіршому випадку робить {\displaystyle O(n^{2})} порівнянь. Позаяк алгоритм використовує дуже прості цикли і операції, він працює швидше за інші алгоритми, що мають таку ж асимптотичну оцінку складності. Наприклад, зазвичай більш ніж удвічі швидший порівняно з сортуванням злиттям.
Ідея алгоритму полягає в переставлянні елементів масиву таким чином, щоб його можна було розділити на дві частини і кожний елемент з першої частини був не більший за будь-який елемент з другої. Впорядкування кожної з частин відбувається рекурсивно. Алгоритм швидкого сортування може бути реалізований як у масиві, так і в одно або двозв'язному списку.
Швидке сортування є алгоритмом на основі порівнянь і не є стабільним.

## Історія
Алгоритм швидкого сортування було розроблено Тоні Гоаром у 1962 під час роботи у маленькій британській компанії Elliott Brothers.

## Псевдокод алгоритму

### Класичний алгоритм
У класичному варіанті, запропонованому Гоаром, з масиву обирали один елемент, а весь масив розбивали на дві частини за принципом: у першій частині — не більші за даний елемент, в другій — не менші за даний елемент. Процедура {\displaystyle Quicksort(A,p,q)} здійснює часткове впорядкування масиву {\displaystyle \;A} з p-го по q-й індекс:
```

  

    

      

        

        
Q

        
u

        
i

        
c

        
k

        
s

        
o

        
r

        
t

        
(

        
A

        
,

        
p

        
,

        
q

        
)

        

      

    

    
{\displaystyle \;Quicksort(A,p,q)\;}

  

1 
if
 

  

    

      

        
p

        
≥

        

        
q

      

    

    
{\displaystyle p\geq \;q}

  

 
return
;
2 

  

    

      

        
r

        
←

        

        
A

        
[

        
p

        
]

      

    

    
{\displaystyle r\gets \;A[p]}

  

3 

  

    

      

        
i

        
←

        

        
p

        
−

        
1

      

    

    
{\displaystyle i\gets \;p-1}

  

4 

  

    

      

        
j

        
←

        

        
q

        
+

        
1

      

    

    
{\displaystyle j\gets \;q+1}

  

5 
while
 

  

    

      

        

        
i

        
<

        
j

      

    

    
{\displaystyle \;i<j}

  

 
do

6       
repeat

7             

  

    

      

        
i

        
←

        

        
i

        
+

        
1

      

    

    
{\displaystyle i\gets \;i+1}

  

8       
until
 

  

    

      

        
A

        
[

        
i

        
]

        
≥

        

        
r

      

    

    
{\displaystyle A[i]\geq \;r}

  

9       
repeat

10            

  

    

      

        
j

        
←

        

        
j

        
−

        
1

      

    

    
{\displaystyle j\gets \;j-1}

  

11      
until
 

  

    

      

        
A

        
[

        
j

        
]

        
≤

        

        
r

      

    

    
{\displaystyle A[j]\leq \;r}

  

12      
if
 

  

    

      

        

        
i

        
<

        
j

      

    

    
{\displaystyle \;i<j}

  

13         
then
 Swap 

  

    

      

        
A

        
[

        
i

        
]

        
↔

        

        
A

        
[

        
j

        
]

      

    

    
{\displaystyle A[i]\leftrightarrow \;A[j]}

  

14 

  

    

      

        

        
Q

        
u

        
i

        
c

        
k

        
s

        
o

        
r

        
t

        
(

        
A

        
,

        
p

        
,

        
j

        
−

        
1

        
)

      

    

    
{\displaystyle \;Quicksort(A,p,j-1)}

  

15 

  

    

      

        

        
Q

        
u

        
i

        
c

        
k

        
s

        
o

        
r

        
t

        
(

        
A

        
,

        
j

        
+

        
1

        
,

        
q

        
)

      

    

    
{\displaystyle \;Quicksort(A,j+1,q)}

  

```

### Сучасний алгоритм
Нині в стандартних бібліотеках використовують таку реалізацію алгоритму:
```

  

    

      

        
P

        
a

        
r

        
t

        
i

        
t

        
i

        
o

        
n

        
(

        
A

        
,

        
p

        
,

        
q

        
)

        

      

    

    
{\displaystyle Partition(A,p,q)\;}

  

1 

  

    

      

        
x

        
←

        

        
A

        
[

        
q

        
]

      

    

    
{\displaystyle x\gets \;A[q]}

  

2 

  

    

      

        
i

        
←

        

        
p

        
−

        
1

      

    

    
{\displaystyle i\gets \;p-1}

  

3 
for
 

  

    

      

        
j

        
←

        

        
p

      

    

    
{\displaystyle j\gets \;p}

  

 
to
 

  

    

      

        

        
q

        
−

        
1

      

    

    
{\displaystyle \;q-1}

  

4 
do if
 

  

    

      

        
A

        
[

        
j

        
]

        
≤

        

        
x

        

      

    

    
{\displaystyle A[j]\leq \;x\;}

  

5     
then

6           

  

    

      

        
i

        
←

        

        
i

        
+

        
1

      

    

    
{\displaystyle i\gets \;i+1}

  

7           Swap 

  

    

      

        
A

        
[

        
i

        
]

        
↔

        

        
A

        
[

        
j

        
]

      

    

    
{\displaystyle A[i]\leftrightarrow \;A[j]}

  

8 Swap 

  

    

      

        
A

        
[

        
i

        
+

        
1

        
]

        
↔

        

        
A

        
[

        
q

        
]

      

    

    
{\displaystyle A[i+1]\leftrightarrow \;A[q]}

  

8 
return
 

  

    

      

        

        
i

        
+

        
1

      

    

    
{\displaystyle \;i+1}

  

```

Функція Partition повертає індекс з опорним елементом, що розділяє масив на дві частини; ліву — елементи якої менше опорного елементу, і праву — елементи якої більше опорного елементу.
Всередині функції опорним елементом вибирається останній елемент масиву і обхід здійснюється починаючи з першого елементу, прирівнюючи його до опорного.
```

  

    

      

        
Q

        
u

        
i

        
c

        
k

        
s

        
o

        
r

        
t

        
(

        
A

        
,

        
p

        
,

        
q

        
)

        

      

    

    
{\displaystyle Quicksort(A,p,q)\;}

  

1 
if
 

  

    

      

        
p

        
≥

        

        
q

      

    

    
{\displaystyle p\geq \;q}

  

 
return
;
2 

  

    

      

        
i

        
←

        

        
P

        
a

        
r

        
t

        
i

        
t

        
i

        
o

        
n

        
(

        
A

        
,

        
p

        
,

        
q

        
)

      

    

    
{\displaystyle i\gets \;Partition(A,p,q)}

  

3 

  

    

      

        

        
Q

        
u

        
i

        
c

        
k

        
s

        
o

        
r

        
t

        
(

        
A

        
,

        
p

        
,

        
i

        
−

        
1

        
)

      

    

    
{\displaystyle \;Quicksort(A,p,i-1)}

  

4 

  

    

      

        

        
Q

        
u

        
i

        
c

        
k

        
s

        
o

        
r

        
t

        
(

        
A

        
,

        
i

        
+

        
1

        
,

        
q

        
)

      

    

    
{\displaystyle \;Quicksort(A,i+1,q)}

  

```

## Аналіз
Час роботи алгоритму сортування залежить від збалансованості, що характеризує розбиття. Збалансованість у свою чергу залежить від того, який елемент обрано як опорний (відносно якого елемента виконується розбиття). Якщо розбиття збалансоване, то асимптотично алгоритм працює так само швидко як і алгоритм сортування злиттям. У найгіршому випадку асимптотична поведінка алгоритму настільки ж погана, як і в алгоритму сортування включенням.

### Найгірше розбиття
Найгірша поведінка має місце у тому випадку, коли процедура, що виконує розбиття, породжує одну підзадачу з n-1 елементом, а другу — з 0 елементами. Нехай таке незбалансоване розбиття виникає при кожному рекурсивному виклику. Для самого розбиття потрібен час {\displaystyle \;\Theta (n)}. Тоді рекурентне співвідношення для часу роботи можна записати так:
{\displaystyle \;T(n)=T(n-1)+T(0)+\Theta (n)=T(n-1)+\Theta (n)}
Розв'язком такого співвідношення є {\displaystyle \;T(n)=\Theta (n^{2})}.

### Найкраще розбиття
В найкращому випадку процедура Partition ділить задачу на дві підзадачі, розмір кожної не перевищує n/2. Час роботи описується нерівністю:
{\displaystyle T(n)\leq 2T(n/2)+\Theta (n)}
Тоді:
{\displaystyle \;T(n)=O(n\log n)} — асимптотично найкращий час.

### Середній випадок
Математичне очікування часу роботи алгоритму на всіх можливих вхідних масивах є {\displaystyle \;O(n\log n)}, тобто середній випадок ближчий до найкращого.

## Модифікації
В середньому алгоритм працює дуже швидко, але на практиці не всі можливі вхідні масиви мають однакову імовірність. Тоді шляхом додання рандомізації вдається отримати середній час роботи в будь-якому випадку.

### Рандомізованний алгоритм
В рандомізованному алгоритмі, при кожному розбитті випадковий елемент обирається як опорний:
```

  

    

      

        
R

        
a

        
n

        
d

        
o

        
m

        
i

        
z

        
e

        
d

        
_

        
P

        
a

        
r

        
t

        
i

        
t

        
i

        
o

        
n

        
(

        
A

        
,

        
p

        
,

        
q

        
)

        

      

    

    
{\displaystyle Randomized\_Partition(A,p,q)\;}

  

1 

  

    

      

        
i

        
←

        
R

        
a

        
n

        
d

        
o

        
m

        
(

        
p

        
,

        
q

        
)

      

    

    
{\displaystyle i\leftarrow Random(p,q)}

  

2 
Поміняти
 

  

    

      

        
A

        
[

        
i

        
]

        
↔

        
A

        
[

        
q

        
]

      

    

    
{\displaystyle A[i]\leftrightarrow A[q]}

  

9 
return
 

  

    

      

        

        
P

        
a

        
r

        
t

        
i

        
t

        
i

        
o

        
n

        
(

        
A

        
,

        
p

        
,

        
q

        
)

      

    

    
{\displaystyle \;Partition(A,p,q)}

  

```

```

  

    

      

        
R

        
a

        
n

        
d

        
o

        
m

        
i

        
z

        
e

        
d

        
_

        
Q

        
u

        
i

        
c

        
k

        
s

        
o

        
r

        
t

        
(

        
A

        
,

        
p

        
,

        
q

        
)

        

      

    

    
{\displaystyle Randomized\_Quicksort(A,p,q)\;}

  

1 
if
 

  

    

      

        
p

        
≥

        

        
q

      

    

    
{\displaystyle p\geq \;q}

  

 
return
;
2 

  

    

      

        
i

        
←

        

        
R

        
a

        
n

        
d

        
o

        
m

        
i

        
z

        
e

        
d

        
_

        
P

        
a

        
r

        
t

        
i

        
t

        
i

        
o

        
n

        
(

        
A

        
,

        
p

        
,

        
q

        
)

      

    

    
{\displaystyle i\gets \;Randomized\_Partition(A,p,q)}

  

3 

  

    

      

        

        
R

        
a

        
n

        
d

        
o

        
m

        
i

        
z

        
e

        
d

        
_

        
Q

        
u

        
i

        
c

        
k

        
s

        
o

        
r

        
t

        
(

        
A

        
,

        
p

        
,

        
i

        
−

        
1

        
)

      

    

    
{\displaystyle \;Randomized\_Quicksort(A,p,i-1)}

  

4 

  

    

      

        

        
R

        
a

        
n

        
d

        
o

        
m

        
i

        
z

        
e

        
d

        
_

        
Q

        
u

        
i

        
c

        
k

        
s

        
o

        
r

        
t

        
(

        
A

        
,

        
i

        
+

        
1

        
,

        
q

        
)

      

    

    
{\displaystyle \;Randomized\_Quicksort(A,i+1,q)}

  

```

## Реалізація мовою Pascal
Ця процедура, після її оголошення, сортує масив mas, який складається з елементів типу integer.
```
Procedure
 
QuickSort
(
first
,
 
last
 
:
integer
)
;

Var
 
v
,
 
x
,
 
left
,
 
right
 
:
integer
;

begin

  
left
 
:=
 
first
;

  
right
 
:=
 
last
;

  
v
 
:=
 
mas
[(
left
 
+
 
right
)
 
div
 
2
]
;

  
while
 
left
 
<=
 
right
 
do

    
begin

    
while
 
mas
[
left
]
 
<
 
v
 
do

      
left
 
:=
 
left
 
+
 
1
;

    
while
 
mas
[
right
]
 
>
 
v
 
do

      
right
 
:=
 
right
 
-
 
1
;

    
if
 
left
 
<=
 
right
 
then

      
begin

        
x
 
:=
 
mas
[
left
]
;

        
mas
[
left
]
 
:=
 
mas
[
right
]
;

        
mas
[
right
]
 
:=
 
x
;

        
left
 
:=
 
left
 
+
 
1
;

        
right
 
:=
 
right
 
-
 
1
;

      
end
;

    
end
;

  
if
 
first
 
<
 
right
 
then

    
QuickSort
(
first
,
 
right
)
;

  
if
 
left
 
<
 
last
 
then

    
QuickSort
(
left
,
 
last
)
;

end
;

```

## Реалізація мовою C++
Ця функція сортує масив array, що містить n елементів, де right = n-1.

right-left+1: +1 для того, аби у виклику QuickSort (array, 0, 1) опорним елементом вибирався правий елемент, що не допустить спробу декрементувати j, коли ця змінна вже рівна 0.
```
 
template
 
<
typename
 
T
>

 
void
 
QuickSort
 
(
T
 
array
[],

                 
size_t
 
const
 
left
,

                 
size_t
 
const
 
right
)

 
{

     
static
 
T
 
temp
;

     
size_t
 
i
=
left
,
 
j
=
right
;

     
T
 
pivot
 
=
 
array
[
left
 
+
 
((
right
-
left
+
1
)
 
>>
 
1
)];

     
while
 
(
i
 
<=
 
j
)

     
{

         
while
 
(
array
[
i
]
 
<
 
pivot
)
 
++
i
;

         
while
 
(
array
[
j
]
 
>
 
pivot
)
 
--
j
;

         
if
 
(
i
 
<=
 
j
)

         
{

             
temp
 
=
 
array
[
i
];

             
array
[
i
]
 
=
 
array
[
j
];

             
array
[
j
]
 
=
 
temp
;

             
++
i
;

             
--
j
;

         
}

     
}

     
if
 
(
j
 
>
 
left
)

         
QuickSort
 
(
array
,
 
left
,
 
j
);

     
if
 
(
i
 
<
 
right
)

         
QuickSort
 
(
array
,
 
i
,
 
right
);

 
}

```

## Реалізація мовою JavaScript[4]
Функція quickSort приймає масив arr як вхідний параметр і повертає відсортований масив.
```
function
 
quickSort
(
arr
)
 
{

  
if
 
(
arr
.
length
 
<=
 
1
)
 
{

    
return
 
arr
;

  
}

  

  
const
 
pivot
 
=
 
arr
[
Math
.
floor
(
arr
.
length
 
/
 
2
)];

  
const
 
less
 
=
 
[];

  
const
 
greater
 
=
 
[];

  

  
for
 
(
let
 
i
 
=
 
0
;
 
i
 
<
 
arr
.
length
;
 
i
++
)
 
{

    
if
 
(
i
 
===
 
Math
.
floor
(
arr
.
length
 
/
 
2
))
 
continue

    
if
 
(
arr
[
i
]
 
<
 
pivot
)
 
{

      
less
.
push
(
arr
[
i
]);

    
}
 
else
 
{

      
greater
.
push
(
arr
[
i
]);

    
}

  
}

  

  
return
 
[...
quickSort
(
less
),
 
pivot
,
 
...
quickSort
(
greater
)];

}

// Приклад використання:

const
 
array
 
=
 
[
5
,
 
3
,
 
1
,
 
6
,
 
2
,
 
4
];

const
 
sortedArray
 
=
 
quickSort
(
array
);

console
.
log
(
sortedArray
);

// Результат

// [1, 2, 3, 4, 5, 6]

```

## Реалізація мовою Ruby[5]
Метод quick_sort приймає масив arr як вхідний параметр і повертає відсортований масив.
```
def
 
quick_sort
(
arr
)

  
return
 
arr
 
if
 
arr
.
length
 
<=
 
1

  
pivot
 
=
 
arr
[
arr
.
length
 
/
 
2
]

  
less
 
=
 
[]

  
greater
 
=
 
[]

  
arr
.
each
 
do
 
|
element
|

    
if
 
element
 
<
 
pivot

      
less
 
<<
 
element

    
elsif
 
element
 
>
 
pivot

      
greater
 
<<
 
element

    
end

  
end

  
return
 
[*
quick_sort
(
less
),
 
pivot
,
 
*
quick_sort
(
greater
)
]

end

# Приклад використання:

array
 
=
 
[
5
,
 
3
,
 
1
,
 
6
,
 
2
,
 
4
]

sorted_array
 
=
 
quick_sort
(
array
)

puts
 
sorted_array

# Результат

# [1, 2, 3, 4, 5, 6]

```